# Catedral de Nuestra Señora de Loreto (Mendoza)
La Catedral de Nuestra Señora de Loreto está ubicada en Mendoza, Argentina. En ella preside el Arzobispo de Mendoza. En el pasado fue una capilla (siglo XIX). Posteriormente fue erigida como catedral interina en 1934. Pertenece a la arquidiócesis de Mendoza.

## Historia
La Iglesia de Nuestra Sra. de Loreto estuvo situada desde sus orígenes (siglo XVIII) frente a la antigua “plaza Nueva”, actual “plaza Sarmiento”; donde las milicias de la ciudad ejecutaban sus ejercicios militares.
La construcción original de la Iglesia de Loreto, fue destruida por el terremoto de 1861 y el edificio actual data de 1875.
La catedral original ubicada en el Área Fundacional fue destruida por el terremoto de 1861 y se proyectó otra en 1875. Asimismo, se comenzó a construirse otra en la Ciudad Nueva, frente a la plaza Independencia pero por necesidades edilicias se demolió, destinándose el terreno a la construcción de otro edificio. En 1934, al erigirse la diócesis de Mendoza y Neuquén, el primer obispo José Aníbal Verdaguer designó como catedral provisoria a la iglesia de Ntra. Sra. de Loreto hasta que se construya el edificio de la catedral definitiva en los terrenos asignados para tal fin en el parque Central de la ciudad de Mendoza.
En la actualidad se utiliza la iglesia de Nuestra Señora de Loreto como catedral, pero el tamaño no es el adecuado para la población de la ciudad y del Gran Mendoza, sólo puede albergar 500 personas. Cuando se deben realizar ordenaciones diaconales, presbiterales, misas y celebraciones presididas por el Arzobispo, las cuales convocan a bastantes personas, las mismas se realizan en la iglesia parroquial de Nuestra Señora de los Dolores, en la 6.ª sección de la Ciudad de Mendoza. Ésta es bastante grande y puede albergar mayor cantidad de fieles.

## Diseño
La planta tiene forma rectangular, consta de tres naves. Está decorada interiormente bajo el estilo barroco romano.